# Marcel Helbig
Marcel Helbig (* 1980 in Erfurt) ist ein deutscher Sozialwissenschaftler und Hochschullehrer.

## Leben und Wirken
Helbig studierte Sozialwissenschaften und Kommunikationswissenschaft an der Universität Erfurt. Dort schloss er 2004 mit dem Bachelorgrad ab. Anschließend wechselte er an die Humboldt-Universität zu Berlin, an der er bis 2007 ein Masterstudium in Sozialwissenschaften absolvierte. Danach ging er als wissenschaftlicher Mitarbeiter an das Wissenschaftszentrum Berlin für Sozialforschung. 2012 wurde er mit der Dissertation Sind Mädchen besser? Der Wandel geschlechtsspezifischen Bildungserfolgs in Deutschland im Bereich Soziologie an der Humboldt-Universität zu Berlin zum Dr. phil. promoviert.
Helbig folgte im Oktober 2015 einem Ruf als Professor an den Lehrstuhl für Bildung und soziale Ungleichheit an die Universität Erfurt. Dieser Lehrstuhl besteht als Kooperation der Universität Erfurt mit dem Wissenschaftszentrum Berlin für Sozialforschung. 2020 wechselte Helbig von Erfurt an das Leibniz-Institut für Bildungsverläufe nach Bamberg. In Erfurt ist er weiterhin Lehrbeauftragter.
Helbig beschäftigt sich mit Fragen der sozialen Ungleichheit im Bildungssystem, wobei er dabei nicht nur die soziale Herkunft berücksichtigt, sondern andere Aspekte wie beispielsweise Religion, Geschlecht, familiäre Konstellationen in den Blick nimmt. 2018 veröffentlichte er mit Stefanie Jähnen eine Studie zur wachsenden sozialräumlichen Spaltung in deutschen Städten. Diese erregte bundesweit Aufmerksamkeit.

## Publikationen (Auswahl)
- mit Rita Nikolai: Die Unvergleichbaren: der Wandel der Schulsysteme in den deutschen Bundesländern seit 1949, Klinkhardt, Bad Heilbrunn 2015, ISBN 978-3-7815-2051-6.
- Auf der Suche nach dem katholischen Arbeitermädchen vom Lande: Religion und Bildungserfolg im regionalen, historischen und internationalen Vergleich, VS Springer, Wiesbaden 2015, ISBN 978-3-658-06281-1.
- Sind Mädchen besser?: der Wandel geschlechtsspezifischen Bildungserfolgs in Deutschland, Campus, Frankfurt am Main 2012, ISBN 978-3-593-39754-2.
- mit Jutta Allmendinger und Christine Puschmann: Frauen auf dem Sprung. Die Brigitte-Studie 2008. Gruner + Jahr, Hamburg 2008.
- mit Benjamin Edelstein, Detlef Fickermann und Carolin Zink: Aufholen nach Corona? Maßnahmen der Länder im Kontext des Aktionsprogramms von Bund und Ländern, veröffentlicht als 19. Beiheft Die Deutsche Schule, Waxmann 2022, Münster / New York, 355 Seiten, ISBN 978-3-8309-4603-8, (OpenAcces-Link)